# Szécsegres
Szécsegres (szlovákul: Egreš) község Szlovákiában, a Kassai kerület Tőketerebesi járásában.

## Fekvése
Tőketerebestől 10 km-re nyugatra, a Ronyva- és a Helmec-patak között fekszik.

## Története
1272-ben említik először, de valószínűleg már a 11. században is létezett. A 14. század végén Bebek Imre birtoka. 1405-ben „Egrus” a neve. 1419-ben a Czékei és Imreghi család tulajdonában áll. 1438-ban „Egres” néven említik. 1460-ban a Bocskaiak, 1551-ben a Dobó család, 1598-ban a Barkóczyak birtoka. A 17. századtól a Cseleyek a tulajdonosok. 1715-ben 7 lakott és 12 lakatlan ház állt a faluban, később a lakosság pótlására ruszinokat telepítettek a faluba, akik fokozatosan elszlovákosodtak. 1787-ben 48 házában 302 lakos élt.
A 18. század végén Vályi András így ír róla: „EGRES. Elegyes falu Zemplén Vármegyében, földes Ura Báró Orczy Uraság, lakosai katolikusok, fekszik Pelejtéhez nem meszsze, ’s ennek filiája, határja három nyomásbéli, melly mindenféle veteményt jól terem, réttye kétszer kaszáltatik, de jó szénát terem, legelője igen is elég, malma határjában, eladásra alkalmatos módgya Újhelyben, Gálszécsen, és Kassán, makkja elég, a’ Hegyallyai mező Városokon pedig szekérrel, és kézzel is kereshetnek pénzt, első Osztálybéli.”
1828-ban 33 háza és 250 lakosa volt. Lakói mezőgazdasággal, fuvarozással foglalkoztak. 1831-ben lakói részt vettek a koleralázadásban.
Fényes Elek 1851-ben kiadott geográfiai szótárában így ír a faluról: „Egres, Zemplén v. tót-magyar-orosz falu, Cselejhez közel: 95 romai, 68 g. kath., 12 evang., 62 ref., 15 zsidó lak. Hegyes határ. 496 hold szántóföld. F. u. Kolosy, Nedeczky, Ecsedy, Haraszty, Török s m. Ut. p. Velejte.”
1880 és 1890 között sok lakója kivándorolt. Borovszky Samu monográfiasorozatának Zemplén vármegyét tárgyaló része szerint: „Szécsegres, azelőtt egyszerűen Egres. Abauj-Torna vármegye határán fekszik. 66 háza van 331 lakossal, kiknek nagyobb része tótajkú és róm. kath. vallású, de templom nincs a községben. Postája Pelejte, távírója s vasúti állomása Upor. Legrégibb birtokosa 1409-ben Kelench János. 1419-ben Cseke Györgyöt és Imreghi Andrást, 1460-ban Bacskói Istvánt iktatják birtokába. Majd a Tárczayak lesznek a földesurai, 1551-ben a Dobók bírják; az 1598-iki összeírás pedig Barkóczy Lászlót, Soós Kristófot, Vinnay Kristófot, Pethő Istvánt és Melith Videt találja itt. A XVII. században a Melith család még birtokosa, de birtokán osztozkodnak vele a Serédy, Melczer, Cseley és Barkóczy, majd pedig az Almásy, Horváth, Orosz, Kolosy, Pajzsos, Ecsedy, Nedeczky, Haraszthy, Török és Egry családok. Most nincs nagyobb birtokosa. Ide tartozik Nádor tanya.”
1920-ig Zemplén vármegye Gálszécsi járásához tartozott. 1944. november 26-án a németek felégették a községet.

## Népessége
| Év:            | 1994. | 2004.   | 2014.   | 2024.   |
| -------------- | ----- | ------- | ------- | ------- |
| Emberek száma: | 416   | 435     | 478     | 479     |
| Eltérés:       |       | +4,56 % | +9,88 % | +0,20 % |

| Év:            | 2023. | 2024.   |
| -------------- | ----- | ------- |
| Emberek száma: | 466   | 479     |
| Eltérés:       |       | +2,78 % |

1910-ben 341-en, többségében szlovákok lakták, jelentős magyar kisebbséggel.
2001-ben 423 lakosából 316 szlovák és 103 cigány volt.
2011-ben 454 lakosából 381 szlovák és 69 cigány.